# Ivan Khutorskoi
Ivan Igórevitx Khutorskoi (Moscou, 17 de febrer de 1983 - Moscou, 16 de novembre de 2009) fou un membre prominent del moviment antifeixista rus, assassinat a casa seva en un suburbi de Moscou. Khutorskoi era conegut per col·laborar en la seguretat dels concerts antifeixistes. Format a Sambo, fou un lluitador de carrer amb experiència. També fou conegut per l'organització de classes de defensa personal per als antifeixistes. Li dispararen amb una pistola a la seva pròpia porta el 16 de novembre de 2009. El grup Boevaya Organizatsiya Russkih Natsionalistov (BORN) (rus: Боевая организация русских националистов)
 s'atribuí la responsabilitat de l'assassinat.